# Portrait de Napoléon en costume impérial
Le Portrait de Napoléon en costume impérial désigne deux portraits peints par Jacques-Louis David, représentant Napoléon Ier en grand costume du Sacre.

## Histoire
Le premier portrait, destiné au tribunal de Gènes, fut refusé par Napoléon et ne fut pas achevé. Il est connu par une esquisse de petite taille (58 × 49 cm), conservée au palais des Beaux-Arts de Lille. Le second, destiné à Jérôme Bonaparte, roi de Westphalie, est aujourd'hui perdu. Il est connu par une réplique attribuée à Georges Rouget, qui se trouve au Fogg Art Museum, une toile inachevée attribuée à Sebastian Weygandt, exposée au Staatliche Kunstsammlungen de Cassel, et une étude de tête à la bibliothèque Thiers.